# Regenstein's
Regenstein's was een warenhuis in het centrum van Atlanta, Georgia. Het warenhuis was actief van 1872 tot 1994.

## Geschiedenis
De Duitse immigrant Julius Regenstein opende in 1872 een winkel met een assortiment aan dameskleding, hoeden en schoenen op Whitehall Street in Atlanta. In 1884 kocht Julius Regenstein het aandeel van zijn zakenpartner Max Kutz en ging verder onder de naam J. Regenstein Company. Bijna 20 jaar na de opening, in 1890, is de winkel te klein geworden en verhuisd naar een grotere ruimte op Whitehallstraat. Het was een van de eerste warenhuizen in de regio en stond bekend om zijn brede assortiment en klantgerichte service.
In 1914 overleed Julius Regenstein maar met zijn zoons aan het roer bleef de winkel bloeien. In 1929 waren er plannen voor nog een nieuwe pand. Een nieuw pand zou worden gebouwd op de zuidoostelijke hoek van Peachtree Street en Kaïn Street. Voorafgaand aan de verhuizing werd de nieuwe winkel beschreven door de Atlanta Constitution als een “sierlijke drie verdiepingen tellende structuur van royale proporties en een prachtig architectonisch ontwerp.” De vestiging aan Whitehall Street bleef open, waarmee Regenstein's een warenhuis met twee vestigingen was. De winkel zou nog tientallen jaren op deze plek blijven staan en aanbod uitbreiden. Het voormalige pand van Regenstein’s op Peachtree Street is bewaard gebleven en staat bekend als het Peachtree Street Building. Het werd ontworpen in de late jaren 1920 in een Art Deco-stijl door het architectenbureau Pringle and Smith. Het gebouw bevat opvallende Art Deco-elementen, zoals een golvende gevel en gedetailleerde ornamenten, en is een belangrijk voorbeeld van de commerciële architectuur uit die periode in Atlanta.
Het warenhuis breidde zich uit naar andere locaties, waaronder Buckhead, North DeKalb Mall en Perimeter Mall. In 1976 werd het familiebedrijf verkocht aan een Texaans bedrijf onder leiding van Jack Melton. Twee jaar later sloot de winkel in het centrum voorgoed de deuren. De winkels van Regenstein in de Perimeter Mall, de North DeKalb Mall en Lenox Square bleven open. In 1994 sloot het bedrijf definitief zijn deuren definitief.

Een opmerkelijke mijlpaal in de geschiedenis van Regenstein’s was dat het het eerste warenhuis in het zuiden van de Verenigde Staten was dat een vrouwelijke verkoopster in dienst had. Martha Owens, een weduwe uit de Amerikaanse Burgeroorlog, werd in dienst genomen, wat een vooruitstrevende stap was in een tijd waarin vrouwen zelden in de detailhandel werkten.